# الطاهر صفر

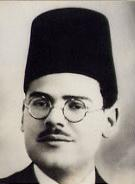
الطاهر صفر

الطاهر صفر (1903-1942)، هو أحد مؤسسي الحزب الحر الدستوري الجديد.

## تعليمه وتكوينه
ولد الطاهر صفر بمدينة المهدية سنة 1903 والده مصطفى صفر كان يعمل كعدل اشهاد في مدينة المهدية. عائلات صفر العديدة والمتواجدة في المهدية وفي العاصمة الحالية تونس منحدرة من اصل تركي اندمجت في الشعب التونسي وأصبحت تونسية لحما ودما.
مر الطاهر صفر في طفولته بمرحلة الكتاتيب وحفظ فيها القرآن الكريم على يد المؤدب حسن فضة والتحق
سنة 1909 بالمدرسة الابتدائية بزاوية سيدي عيسى ثم انتقل إلى المدرسة العربية الفرنسية بالمهدية
وخرج منها متحصلا على شهادة ختم الدروس الابتدائية وهو في الثالثة عشرة من عمره.
وزاول الطاهر صفر تعليمه الثانوي بالمدرسة الصادقية في العاصمة تونس ثم بمعهد كارنو
وتحصل بامتياز على ديبلوم ختم الدروس بالصادقية وعلى جزئيْ الباكالوريا متفوقا حتّى على التلاميذ الفرنسيين الذين كانوا يزاولون تعليمهم معه في معهد كارنو الفرنسي. إثرذلك، تطوّع لإدارة وإصلاح برامج تعليم المدرسة العرفانية التابعة للجمعية الخيرية الإسلامية بتونس قبل أن ينتقل سنة 1925 إلى باريس لمواصلة تعليمه العالي في الحقوق والآداب والاقتصاد السياسي وتحصل على أوّل جائزة في مناظرة علمية في الاقتصاد السياسي سنة 1926 متفوقا على جميع المساهمين في المسابقة من فرنسيين وأجانب.
تحصّل على الإجازة في الحقوق اختصاص قانون عمومي وعلى ديبلوم المعهد الحرّ للعلوم السياسية، وساهم في باريس في العديد من الأنشطة الثقافية والسياسية وكذلك في تأسيس جمعية طلبة شمال أفريقيا المسلمين بفرنسا في ديسمبر 1927 بمعيّة طلبة تونسيين ومغاربة وجزائريين نخصّ بالذكر منهم: سالم الشاذلي وأحمد بن ميلاد والشاذلي بن رمضان ومحمّد بن حسن الوزّاني وعبد القادر بن جلّون وأحمد بلافريج. وكان أوّل نائب رئيس لهيئة هذه الجمعية التي ساهمت في خلق نخبة وطنية واعية بواجبها الوطني إزاء بلدانها المحتلّة بل وقامت بما يمليه عليها هذا الواجب فعملت في صفوف الأحزاب التحرّرية وفي المقاومة من أجل التحرير وليس صدفة أن مرّت العديد من القيادات الوطنية في المغرب العربي بهيئة هذه الجمعية أمثال الحبيب ثامر وصالح بن يوسف وعلي البلهوان وعبد الخالق الطرّيس.

## عودته إلى تونس ونضاله لتحرير وطنه

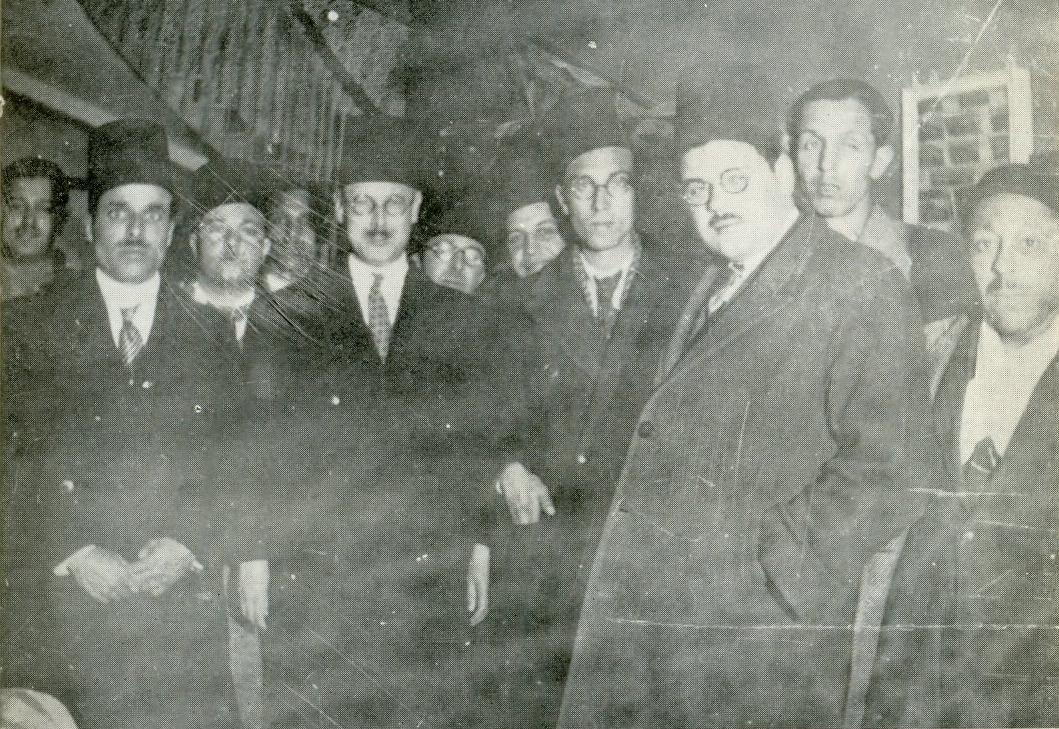
الطاهر صفر وعلى يمينه البحري قيقة ومحمود الماطري والحبيب بورقيبة عند مؤتمر بعث الحزب الحر الدستوري الجديد.

وإثر رجوعه إلى تونس قادما من باريس في صيف 1928، باشر الطاهر صفر المحاماة، وانخرط قبل رفيقه في الدراسة الحبيب بورقيبة في صفوف الحزب الحر الدستوري التونسي الذي أنشأه الزعيم عبد العزيز الثعالبي بل وعيّن في لجنته التنفيذية، كما شارك مع عدد من رفقائه مثل محمود الماطري والحبيب بورقيبة والبحري قيقة في تحرير جريدة العمل باللغة الفرنسية للدفاع عن حقوق التونسيين المهضومة والتشهير بمساوئ الاستعمار في تونس، وكان يكتب قبل ذلك في صحف أخرى منها لسان الشعب وصوت التونسي بالفرنسية وصوت الشعب بالفرنسية لسان حال حزب الدستور.
دعا الطاهر صفر بمعيّة الحبيب بورقيبة ومحمود الماطري والبحري قيقة وأمحمد بورقيبة إلى عقد مؤتمر استثنائي لحزب الدستور في مارس 1934 بمدينة قصر هلال لحسم الخلاف المستفحل مع باقي قيادة الحزب المعروفة بتسمية جماعة اللجنة التنفيذية وقد تمخّض عن تكوين الحزب الحرّ الدستوري -الديوان السياسي الذي سيعرف لاحقا باسم حزب الدستور الجديد وانتخب الطاهر صفر كاتبا عامّا مساعدا في حين آلت الرئاسة إلى الدكتور محمود الماطري والكتابة العامّة إلى الحبيب بورقيبة، وسيصبح هذا الحزب الفصيل الأكبر والأهمّ داخل الحركة الوطنية وهو الذي سيقود البلاد إلى التحرّر لاحقا.
نفت السلطة الاستعمارية الفرنسية الطاهر صفر إلى مناطق التراب العسكري في الجنوب التونسي في جانفي 1935 مع صالح بن يوسف والبحري قيقة ومحيي الدين القليبي ملتحقين بذلك بالحبيب بورقيبة والماطري ومَحمّد بورقيبة ويوسف الرويسي الذين سبقوهم إلى هناك منذ سبتمبر 1934، ثم وقع الإفراج عنهم في أفريل من سنة 1936 ليعودوا إلى نشاطهم الوطني وتوعية التونسيين. إثر أحداث 9 أفريل 1938 بادرت سلطة الحماية الفرنسية إلى اعتقاله يوم 23 أفريل 1938 وبقي مسجونا إلى حدّ أفريل سنة 1939 ليخرج من هناك في حالة صحّية ونفسية متدهورة ولم يلبث أن توفّي وعمره 39 سنة في شهر أوت 1942ودفن بالمهدية.

## إرثه
وقد صدر في العدد 10 من جريدة "تونس الفتاة" لـ: 10 مارس 1939 القصيد التالي عن الطاهر صفر تحت عنوان " الي المجاهد الكبير فيلسوف الدستور الطاهر صفر:
قم ناج شعبك فهو اليوم مغرور ---- فقد بغى عنه في الأجواء ديجور

قالوا جننت فبئس القول مازعموا -- إنّ النبيغ مدى الأزمان مدحور

قد جنّ في رأي قوم لا خلاق لهم ---- محمد المصطفى فأبزّهم نور

إنّ العظيم بهذا الشرق مهزلة ---- وجهده لخلاص الناس منكور

تبّاإليك شعوب الأرض قاطبة ---- فالحرّ بينكم في الغلّ مأسور

يا قطر لا تزن الأمجاد عن دجل ---- بل أنصف الفذّ إنّ الحيف محظور

يا «طاهر» العقل وأسّ أمة وقعت—في هوّة وسطا عن حقّها جور

يا «فيلسوف» لحزب عزّ قائده ---- الشعب عبدكم والدهر مأمور

قد كنت بالأمس فردا من دعائمه---- واليوم رأيك لللأجيال «دستور»

وصاحب هذه القصيدة قد يكون اسمه «التا بعي الأحنش».
وقد تعدّدت مقالات الطاهر صفر في الصحف والمجلاّت التونسية باللغتين العربية والفرنسية وترك مذكرات المنفى في جرجيس صدرت بعد وفاته. لقّبه مناضلو حزب الدستور الجديد وسائر الصحف الوطنية التونسية بفيلسوف الحزب والفذّ والعبقري. وكان الحبيب بورقيبة يعتزّ بصداقته ويشيد بعبقريته وتشبثه بالقيم الإنسانية العالية.
تقلد ابن الطاهر صفر رشيد صفر المولود بالمهدية سنة 1933 العديد من المناصب الوزارية في حكومات الحبيب بورقيبة الذي عيّنه وزيرا أوّلا في جويلية سنة 1986 لإصلاح الأوضاع الاقتصادية والمالية للجمهورية التونسية.
ويُحتفى في كلّ سنة من شهر أوت بذكرى وفاة الطاهر صفر في مسقط رأسه مدينة المهدية أين يوجد ضريحه وكذلك المعلم التذكاري الذي أذن الرئيس زين العابدين بن علي رئيس الجمهورية التونسية بتصميمه وكان الزعيم ورئيس الجهورية الأسبق الحبيب بورقيبة يحرص على تلاوة الفاتحة ترحّما على روح رفيق دربه الدراسي والنضالي الطاهر صفر في كلّ مرّة يزور فيها مدينة المهدية.

### الاحتفاء السنوي بوفاة الطاهر صفر
بمبادرة من شعبة المدينة بمدينة المهدية التي كانت تتبع للحزب الاشتراكي الدستوري نظم احتفاء سنوي لذكرى وفاة الزعيم الطاهر صفر من بداية الثمانيات للقرق العشرين مسيحي وواصلت لجنة التنسيق للتجمع الدستوري الديمقراطي وريث الحزب الدستوري تنظيم هذا اللقاء السنوي بالاشتراك مع جمعية فتية تدعى نادي الطاهر صفر.
تعهد فريق الطاهر صفر للكشافة الإسلامية التونسية سنة 1950 تصميم ضريح الطاهر صفر بمقبرة المهدية واذن الرئيس زين العابدين بن على بتشيد معلم تذكاري للطاهر صفر انجز قرب الجامع الكبير الفاطمي لمدينة المهدية في مطلع القرن الواحد والعشرين مسيحي.
وبمناسبة الاحتفاء بوفاة الطاهر صفر في 9 أوت 2007 بمدينة المهدية وقع تكريم أحد أبناء المهدية النجباء الدكتور كارم بوبكر صاحب الإحداث الرياضياتي:متعددات حدود بوبكر وألقى الاستاد بوبكر قصيدا اهداه إلى روح الطاهر صفر جاء فيه:
من كارم أبوبكر إلى رُوح ِ المرْحوم العظيم: 'طاهر صفر' 
أ َهْديتُكَ التكريم َو التَّأهِيلا ---- يا طاهرًا...أهدى الشباب سبيلا
مَهّدْتَهُ، للنّاس بعدك، للعُــلى ---- وتركت َفيه إشــارة ً ودَلِيلا
ورَحلْتَ...لا كالرّاحلينَ... وإنّما ---- كالشّمْعِ يفْنى كيْ يُضِيءَ فتِيلا
إنّي أحيّيكم... جَميعَ أحبَّتِي ---- وَ أبي وأمّي، قبْلَكُُمْ، تبْجيـلا
محمودُ أصْلي...والجذور سكيلة ٌ ---- والفرْعُ... يحمي جذرهُ وأصولا
أرعى جَميلَهُمَا بـِجُهْدِ مُقـََــصِّر ٍ ---- وَكفَى اعترافـُك بالجميل ِجَمِيلا
أ ُُهْدي لروحك كلّ مجد ٍ نيــلا ---- يا طاهرًا...أهدى الشباب سبيلا
والنّفْيُ في جرجيس...زادك قُوّة ً ---- أفْنيْتها... كي ْ تستحثَّ الجيلا
فالليْث ُ ليْثٌ... يُتّقــَى وتهــابهُ ---- كُلُّ الضّبــاع... وإن يكن ْ مغلولا
ولأهْلِ'بُرْجِ الرّأْسِ'منْ مهديّة ٍ ---- وزُويْلة ٍ وفرُوعَهمْ وأُصُـولا
ولمن أحبّ بلادهُ وسعــى إلـى ---- إعلاء رايتها... وكان أصيــلا
وإلى تلاَمذتِـي، وكل ّمعلـِّــمٍ ---- صقَلَ النّفُوسَ وأخْلصَ التحصيلا
ولكلّ سَاع ٍ في الحَلالِ وعاملٍ ---- حَفَرَ الثـََّرَى أوْ عَالَجَ الإزْمِــيلا
أوْ مُوغِل ٍفي البَحْرِ يَطلُبُ رِزْقَهُ ---- وأبي عيال ٍ يَرْكبُ المَـجْهُولا
وإلى الشّهيدِ وَكلِّ شعبٍ صَــامدٍ ---- لَمْ يُلْق ِ، رَغْمَ جِرَاحِهِ، المِنْدِيلا
وإلَى الّذينَ اسَتَأْْسَـدُوا وَتنـَـمّروا ---- لِلْغَاصِبِينَ، عُلُوجَهُمْ وَ مَغــُولا
و لِصِبْيَةٍ نَهضُوا بـِعِزَّةِ أمَّــةٍ ---- وحِجَارةٍ... ليُجابِهوا الأسْطُولا
أحْني أمامهمُ الـجبينَ، وأنْحَنِي ---- أشكو إليهمْ ذِلـَّة ً... وخُمُولا
لاَ أسْتحقّ ُ، أنَا، قـُُـلاَمَة ظـُفْرِهِمْ ----، أَبَدًا، وَ لا لِنِعَالِهِمْ تقـْْبـِيلا
ولقاطن ٍإسْكنْدريّةََ، شِعْـرُهُ ---- نِــِيــلٌ أ ُسَيِِّرُ عَبْرَهُ الجُنْدُولا
أجرى لساني بالقَرِيضِِ ومَدْحِ مـَنْ ---- هَزَمَ الظّلامَ، مُبشّرًا ورسُولا (ص)
ولمقسمٍ، ظُلْمًا، يكُونُ مُحطـِّما ---- مُسْتقبَلِي، أهْدِي الشُّكُورَ جَزيلا
فبِظُلـْْمِهِ نلـْتُ العُلا، وَ تَجَنُّبـِي ----، لــَمّا قـََدَرْتُ، الظّلْمَ والتّنـْكـِيلا
وَإلَيْكَ يَا مُتأمّلا ً في سِيرتي ---- وَإلَيْكَ يَا وَلدي، فأصْغ ِ قَلِيلا:
إنّي وهبت العِـلْمَ كلّ جوارحــي ---- وَلبسْتُ فيهِ البَـحْثَ والتّحْلِيلا
وَزهِدتُ في الدّنْيا، فلمّـا أقـْبَلـََتْ ---- آثَرْتُ غيْرِي، وارْتضيْتُ قلِيلا
و لَكَمْ أهَمَّتْنِي التَّجَارِبُ مُشْكِلاً ---- أعْيَا المُسَائِلَ عنْهُ والمـَــسْؤُولا
فبَقيتُ أخْبُرُهُ - الشُّهُورَ- وَ كُلّمَا ---- دَانَيْتُهُ شِبْرًا...تَبَاعَدَ مِــيلا
..مازلْتُ أسْبُرُهُ إلى أنْ شَفَّ لي ---- وأقـَمْتُ فيهِ علَى الدّلِيل ِ دَلِيــلا
وفرضتُ تونس والوفاء لاسمها ---- ودفعْتُ عنها حاسـد ًا...وجهولا
ورفعتُ رايتها بِقـَلْب ِ محـافل ٍ ---- كانت لنا فيها أياد ٍ أولـى
لمّا رأيت الأجنبيَّ مُهيْمنًــا ---- مستضعفا بلدي قرعت ُ طـُبولا
بارزْتهُ... ندّا لندّ... لمْ أهَــبْ ---- تهديده... أوقوْله المعسـولا
و غلبتُ كيْد المُحبِطين وكـَــيْدهُ ---- بالكدّ، والإقدام...مهما قيــلا...
إنّي أرَى ذُلّ التّعلـّـُــمِ عِزّة ً... ---- أكرمْ بـِعزٍّ كُنـْـتُ فيه ذلِيـلا
أفـْنَيتُهُ وفـََنيْــتُ فيهِ ولــمْ أزلْ ---- مُتَعَطِّشًا... لمْ أرْو ِ مِنْهُ غلــيلا
حتّى إرْتقيتُ بــه لأعْلــى قمّة ٍ ---- وَ دَخلْتُ منْ بابٍ... يعزّ ُ دُخُولا
أ َهْديتُكَ التكريم َو التَّأهِيلا ---- يا طاهرًا...أهدى الشباب سبيلا
وبمناسبة الاحتفاء بالذكرى السلدسة والستين لوفاته يوم 9 أوت 2008 تقدم الأستاذ عبد الحفيظ الزواري بقصيد هذا مطلعه:
ذكراك في وضح النهار تلوح
الإهداء إلى روح الزعيم الوطني والمفكر الطاهر صفر
ذكراك في وضح النهار تلوح وشذاك يرحل دائما فيفوح
اشرقت فكرا ثاقبا ومدويا انعم بفكرك في البلاد يسيح
يا طاهر الروح الوديعة زانها قبس تلألأ من رؤاك فسيح
تنتابنا في ذا اللقلء سعادة فيضوع ذكر تعتليه الروح.